# Авагян, Генри
Генри Авагян (арм. Հենրի Ավագյան; род. 16 января 1996, Ереван) — армянский футболист, который играет на позиции вратаря за клуб «Пюник». Выступал за сборную Армении.

## Международная карьера
| № | Дата           | Оппонент    | Счёт | Голы | Сухие | Карточки | Минуты | Соревнование      |
| - | -------------- | ----------- | ---- | ---- | ----- | -------- | ------ | ----------------- |
| 1 | 19 ноября 2018 | Лихтенштейн | 2:2  | -2   | —     | —        | 90'    | Товарищеский матч |

Итого: сыграно матчей: 1 / сухих:0 / пропущено голов: 2; победы: 0, ничьи: 1, поражения: 0.